# Liste antiker Ortsnamen und geographischer Bezeichnungen/Is
| Lateinischer Name                     | Griechischer Name                                    | Beschreibung                                                | Heute                                                     | Quellen und Verweise | Lage                |
| ------------------------------------- | ---------------------------------------------------- | ----------------------------------------------------------- | --------------------------------------------------------- | -------------------- | ------------------- |
| Is                                    | Ἴς (Is)                                              | Stadt mit einem gleichnamigen kleinen Fluss in Mesopotamien | Hīt im Irak                                               | Smith;               |                     |
| Isaca                                 |                                                      | siehe Isca                                                  |                                                           |                      |                     |
| Isadici                               |                                                      |                                                             |                                                           | Smith;               |                     |
| Isamnium                              |                                                      |                                                             |                                                           | Smith;               |                     |
| Isannavatia                           |                                                      |                                                             |                                                           | Smith;               |                     |
| Isara                                 |                                                      | Fluss in Gallien                                            | Oise in Frankreich                                        | Smith (2);           |                     |
| Isara                                 |                                                      | Stadt in Gallien                                            | Pontoise-lès-Noyon in Nordfrankreich                      |                      |                     |
| Isara                                 |                                                      | Fluss in Gallien                                            | Isère in Frankreich                                       | Smith (1);           |                     |
| Isarci                                |                                                      |                                                             |                                                           | Smith;               |                     |
| Isargus                               |                                                      |                                                             |                                                           | Smith;               |                     |
| Isarus                                |                                                      |                                                             |                                                           | Smith;               |                     |
| Isaura Nova, Leontopolis              | Ἴσαυρα νεα (Isaura Nea)                              | Stadt in Isaurien                                           | Burgruine Zengibar Kalesi in Zentralanatolien             | Smith;               |                     |
| Isaura Vetus, Isauropolis             | Ἴσαυρα παλαια (Isaura Palaia)                        | Hauptort von Isaurien                                       | bei Bozkır in Zentralanatolien                            | Smith;               |                     |
| Isauria                               | Ισαυρία (Isauria)                                    | Landschaft in Kleinasien                                    | nördlich des Taurusgebirges in der heutigen Zentraltürkei | Smith;               |                     |
| Isca, Isaca                           |                                                      | Fluss in Britannien                                         | Exe im Südwesten Englands                                 | Smith;               |                     |
| Isca Dumnoniorum                      |                                                      | Ort in Britannien                                           | Exeter in England                                         | Smith (1);           |                     |
| Isca Silurum                          |                                                      | Militärlager in Britannien                                  | bei Caerleon im Südwesten von Wales                       | Smith (2);           |                     |
| Iscadia                               |                                                      |                                                             |                                                           | Smith;               |                     |
| Ischalis                              |                                                      |                                                             |                                                           | Smith;               |                     |
| Ischopolis                            |                                                      |                                                             |                                                           | Smith;               |                     |
| Isiacorum Portus                      |                                                      |                                                             |                                                           | Smith;               |                     |
| Isidis Oppidum                        |                                                      |                                                             |                                                           | Smith;               |                     |
| Isinisca                              |                                                      |                                                             |                                                           | Smith;               |                     |
| Isionda                               |                                                      |                                                             |                                                           | Smith;               |                     |
| Isis                                  | Ἴσις (Isis)                                          | Fluss, der an der Ostküste des Schwarzen Meeres mündet      | Natanebi in Georgien                                      | Smith;               |                     |
| Isium                                 |                                                      |                                                             |                                                           | Smith;               |                     |
| Isius Mons                            |                                                      |                                                             |                                                           | Smith;               |                     |
| Ismaris                               |                                                      |                                                             |                                                           | Smith;               |                     |
| Ismarus                               |                                                      |                                                             |                                                           | Smith;               |                     |
| Ismenus                               |                                                      |                                                             |                                                           | Smith;               |                     |
| Isondae                               |                                                      |                                                             |                                                           | Smith;               |                     |
| Ispinum                               |                                                      |                                                             |                                                           | Smith;               |                     |
| Israel                                | Ἰσραήλ (Israēl)                                      | biblisches Land Kanaan                                      |                                                           | Smith;               |                     |
| Issa                                  |                                                      | Ort auf Lesbos                                              | etwa 5 km südwestlich von Kalloni                         | Smith;               | 39° 13′ N, 26° 9′ O |
| Issa                                  | Ἴσσι (Issi)                                          | Insel mit griechischer Kolonie in der Adria                 | Vis vor Dalmatien                                         | Smith;               |                     |
| Issachar                              |                                                      | Stamm des Volkes Israel                                     |                                                           | Smith;               |                     |
| Issedones                             |                                                      |                                                             |                                                           | Smith;               |                     |
| Issicus Sinus                         |                                                      |                                                             |                                                           | Smith;               |                     |
| Issus                                 | Ἰσσός (Issos)                                        | Hafenstadt in Kilikien                                      | am Golf von İskenderun in der Türkei                      | Smith;               |                     |
| Istaevones                            |                                                      |                                                             |                                                           | Smith;               |                     |
| Ister                                 | Ἴστρος (Istros)                                      | Unterlauf der Donau                                         |                                                           | Smith;               |                     |
| Isthmia                               |                                                      | Heiligtum und Austragungsort der Isthmischen Spiele         | Isthmia auf dem Isthmus von Korinth                       | Smith;               |                     |
| Isthmus                               | Ἰσθμός (Isthmos)                                     | Isthmus von Korinth                                         |                                                           | Smith;               |                     |
| Istone                                |                                                      |                                                             |                                                           | Smith;               |                     |
| Istonium                              |                                                      |                                                             |                                                           | Smith;               |                     |
| Istria, Histria                       | Ἰστρία (Istria)                                      | istrische Halbinsel, Siedlungsgebiet der Histrier           |                                                           | Smith;               |                     |
| Istrianorum Portus                    |                                                      |                                                             |                                                           | Smith;               |                     |
| Istrianus                             |                                                      |                                                             |                                                           | Smith;               |                     |
| Istropolis, Istriopolis, Histriopolis | Ἰστρόπολις (Istropolis), Ἰστρία πόλις (Istria polis) | Stadt in Moesia inferior                                    | Bratislava in der Slowakei                                | Smith;               |                     |
| Istrus                                |                                                      |                                                             |                                                           | Smith;               |                     |
| Isturgi                               |                                                      |                                                             |                                                           | Smith;               |                     |
| Isubrigantum                          |                                                      |                                                             |                                                           | Smith;               |                     |
| Isurium                               |                                                      |                                                             |                                                           | Smith;               |                     |
| Isus                                  |                                                      |                                                             |                                                           | Smith;               |                     |